# Esther Sunday
Pour les articles homonymes, voir Sunday.
Esther Sunday (née le 13 mars 1992) est une joueuse de football nigériane. Elle représente son pays à la Coupe du monde féminine de football 2015. Elle évolue actuellement comme attaquante au Dijon Football Côte-d'Or (féminines). 

## Biographie
Esther Sunday évolue avec les Sunshine Queens ainsi qu'avec les Pelican Stars avant de rejoindre le FK Minsk à l'été 2014.

## Palmarès

### En sélection nationale
- Finaliste de la Coupe du monde des moins de 20 ans en 2010
- Vainqueur du Championnat d'Afrique en 2010 et en 2014

### En club
- Championne de Biélorussie en 2014 et en 2015 avec le FK Minsk
- Vainqueur de la Coupe de Biélorussie en 2014 et en 2015 avec le FK Minsk
- Vainqueur de la Supercoupe de Biélorussie en 2015 avec le FK Minsk